# Tattooed Millionaire
| 전문가 평가                      | 전문가 평가 |
| 평가 점수                        | 평가 점수   |
| 출처                             | 점수        |
| -------------------------------- | ----------- |
| AllMusic                         | [ 1 ]       |
| Collector's Guide to Heavy Metal | 7/10        |
| Rock Hard                        | 9.0/10      |

《Tattooed Millionaire》는 1990년 5월 8일에 발매된 영국의 헤비 메탈 밴드 아이언 메이든의 보컬리스트 브루스 디킨슨의 첫 번째 솔로 음반이다.
음반 프로젝트는 디킨슨이 《나이트메어 5: 꿈꾸는 아이들》의 노래를 녹음하도록 요청받았을 때 시작되었고, 〈Bring Your Daughter... to the Slaughter〉도 작사, 작곡했다. 미래의 아이언 메이든 기타리스트 야닉 거스와 협업한 디킨슨은 아이언 메이든과의 작업과는 근본적으로 다른 솔로 음반을 만들기 시작했는데, 하드 록 사운드는 덜 프로그레시브이다. 〈Bring Your Daughter... to the Slaughter〉는 1990년 음반 《No Prayer for the Dying》의 얼터너티브 버전을 녹음할 계획이었기 때문에, 이 음반은 현재까지 영국 싱글 차트에서 밴드의 유일한 싱글이 되었다.
하지만 이 음반은 영국에서 톱 40 싱글을 4개 냈고, 타이틀 싱글 〈Tattooed Millionaire〉는 18위에 올랐다. 데이비드 보위의 커버로 모트 더 후플이 히트한 〈All the Young Dudes〉도 23위에 오르며 비교적 성공적이었다.

## 곡 목록
모든 곡들은 특별한 언급이 없는 한 브루스 디킨슨과 야닉 거스에 의해 작사/작곡하였다.
| #   | 제목                                          | 작사·작곡     | 재생 시간 |
| --- | --------------------------------------------- | ------------- | --------- |
| 1.  | 〈Son of a Gun〉                              |               | 5:55      |
| 2.  | 〈Tattooed Millionaire〉                      |               | 4:28      |
| 3.  | 〈Born in '58〉                               |               | 3:40      |
| 4.  | 〈Hell on Wheels〉                            |               | 3:39      |
| 5.  | 〈Gypsy Road〉                                |               | 4:02      |
| 6.  | 〈Dive! Dive! Dive!〉                         |               | 4:41      |
| 7.  | 〈All the Young Dudes (모트 더 후플의 커버)〉 | 데이비드 보위 | 3:50      |
| 8.  | 〈Lickin' the Gun〉                           |               | 3:17      |
| 9.  | 〈Zulu Lulu〉                                 |               | 3:28      |
| 10. | 〈No Lies〉                                   | 디킨슨        | 6:17      |

## 참여 인원
- 브루스 디킨슨 – 보컬
- 야닉 거스 – 기타
- 앤디 카르 – 베이스
- 파비오 델 리오 – 드럼